# 斯莫洛戈維齊亞
48°25′59″N 23°0′22″E / 48.43306°N 23.00611°E
斯莫洛戈維齊亞（烏克蘭語：Смологовиця）是烏克蘭西部的村莊，隸屬外喀爾巴阡州的胡斯特區。該村面積0.48平方公里，海拔高度441米，2001年人口369，人口密度每平方公里770.35人。